# Escaudain
Escaudain (sprich: ékodin) (niederländisch: „Schouden“) ist eine französische Gemeinde mit 9060 Einwohnern (Stand 1. Januar 2022) im Département Nord in der Region Hauts-de-France. Sie gehört zum Arrondissement Valenciennes und zum Kanton Denain. Die Einwohner werden Escaudinois genannt.

## Geografie
Escaudain liegt im Nordfranzösischen Kohlerevier, 4,3 Kilometer nordwestlich von Denain, fünf Kilometer südöstlich von Somain und 13 Kilometer westlich von Valenciennes.
Nahe der Stadt befinden sich zwei Bergehalden: zum einen die Halde Renard im Osten und zum anderen die Halde Audiffrey im Norden.
Am Südwestrand des Ortes verläuft die Autoroute A 21, Rocade Minière genannt.

## Geschichte
Erstmals urkundlich erwähnt wurde der Ort, als Karl der Kahle 847 der Abtei Saint Amand Besitz „in Scaldinium“ schenkte.

### Bevölkerungsentwicklung
| Jahr                       | 1962   | 1968   | 1975   | 1982 | 1990 | 1999 | 2011 | 2020 |
| Einwohner                  | 11.705 | 11.770 | 10.673 | 9835 | 9328 | 9328 | 9164 | 9445 |
| Quellen: Cassini und INSEE |        |        |        |      |      |      |      |      |

## Sehenswürdigkeiten

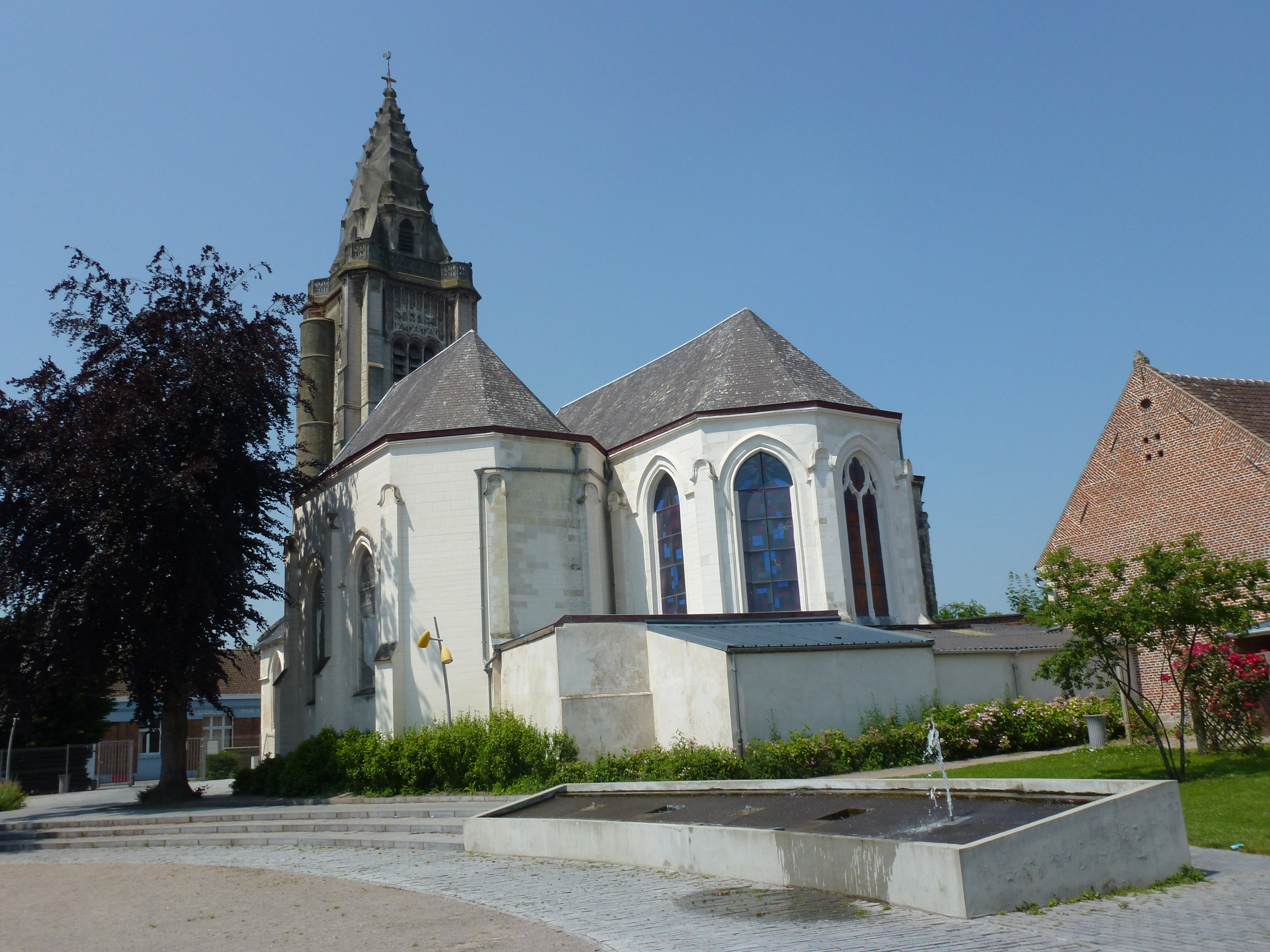
Kirche Saint-Martin
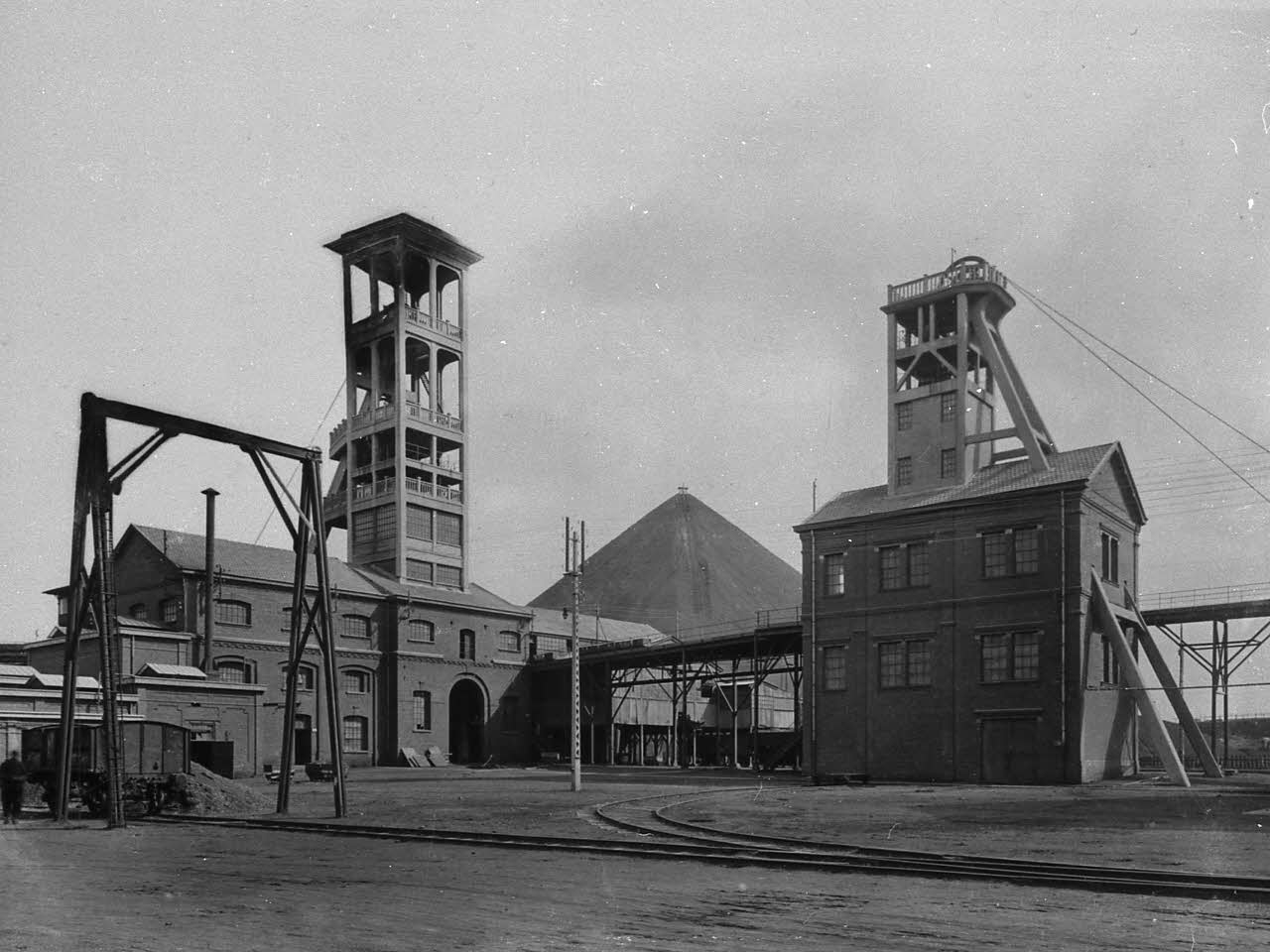
Zeche Saint-Mark um 1960
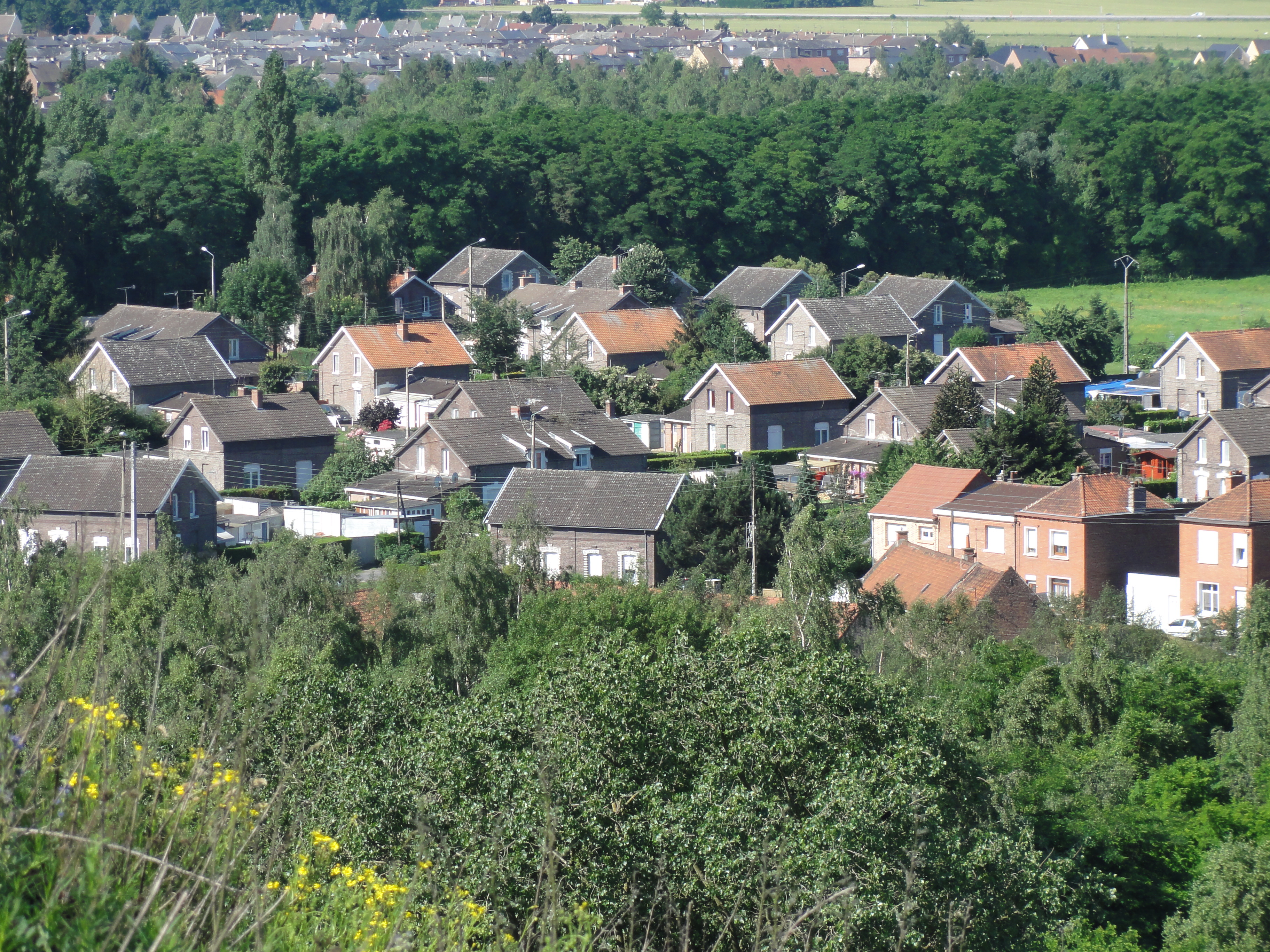
Bergarbeitersiedlung La fosse Audiffret-Pasquier
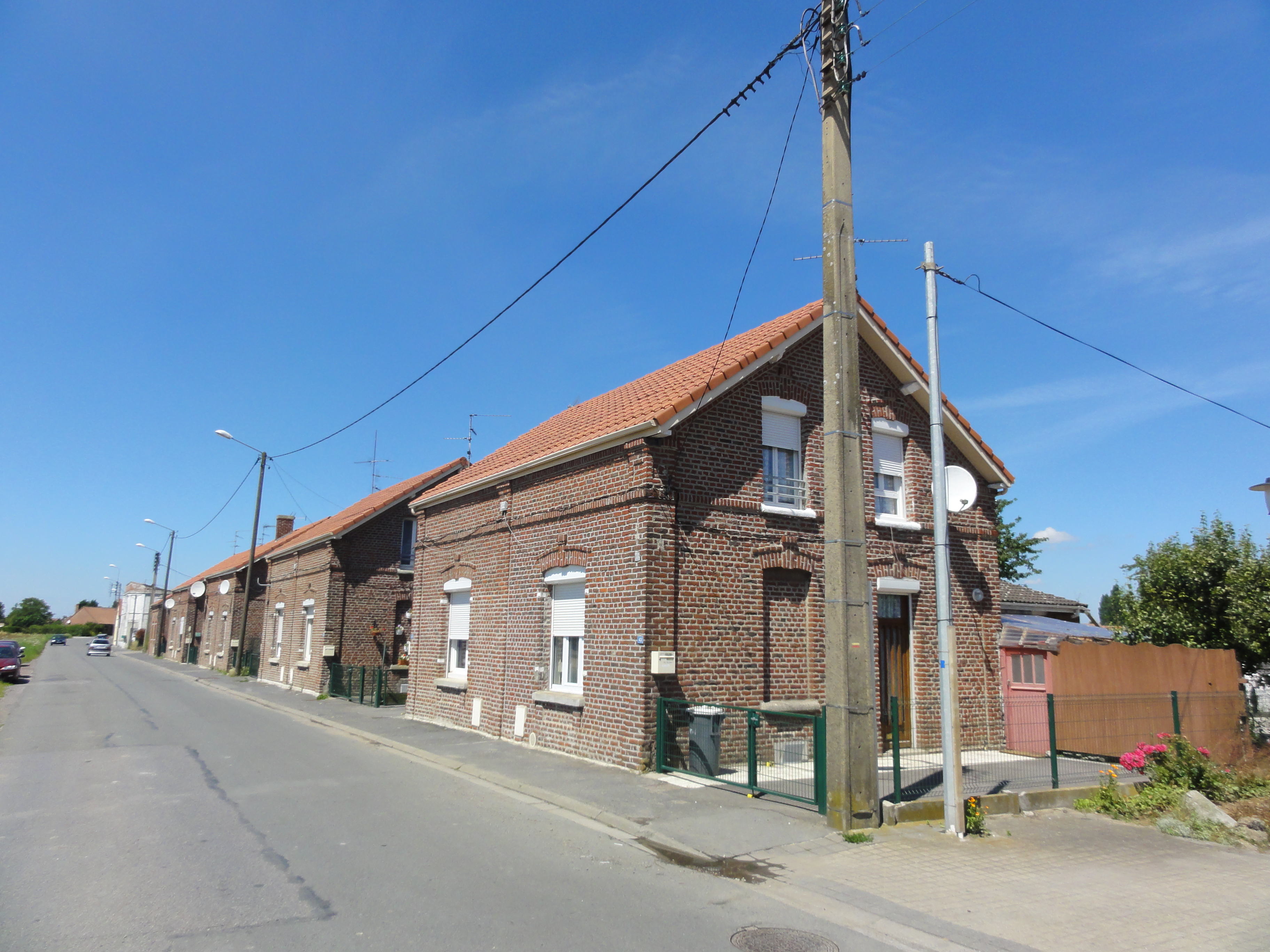
Bergarbeiterhäuser in der Cité de la fosse Cuvette
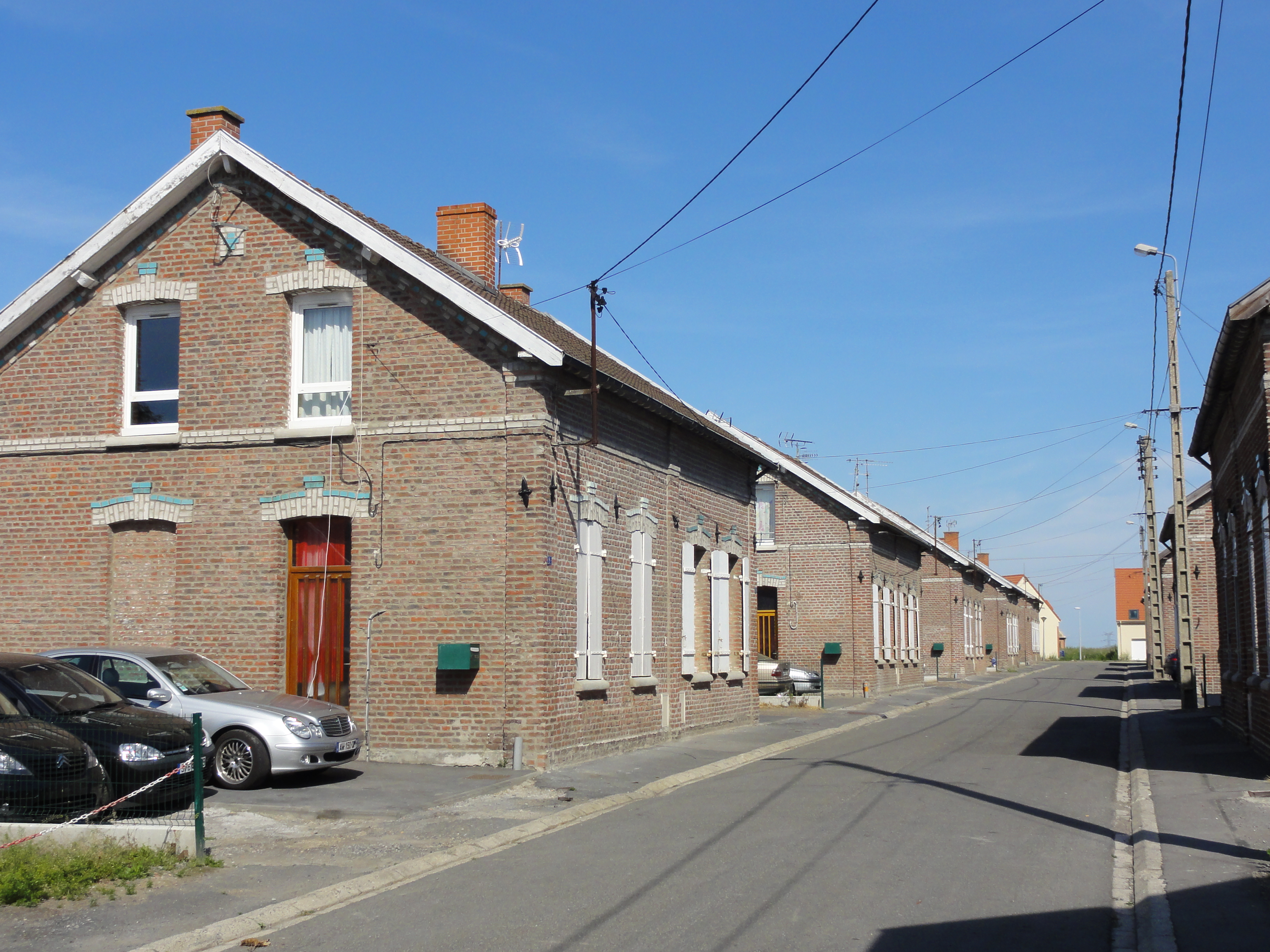
Bergarbeiterhäuser in der Siedlung Cité de la fosse Saint Mark
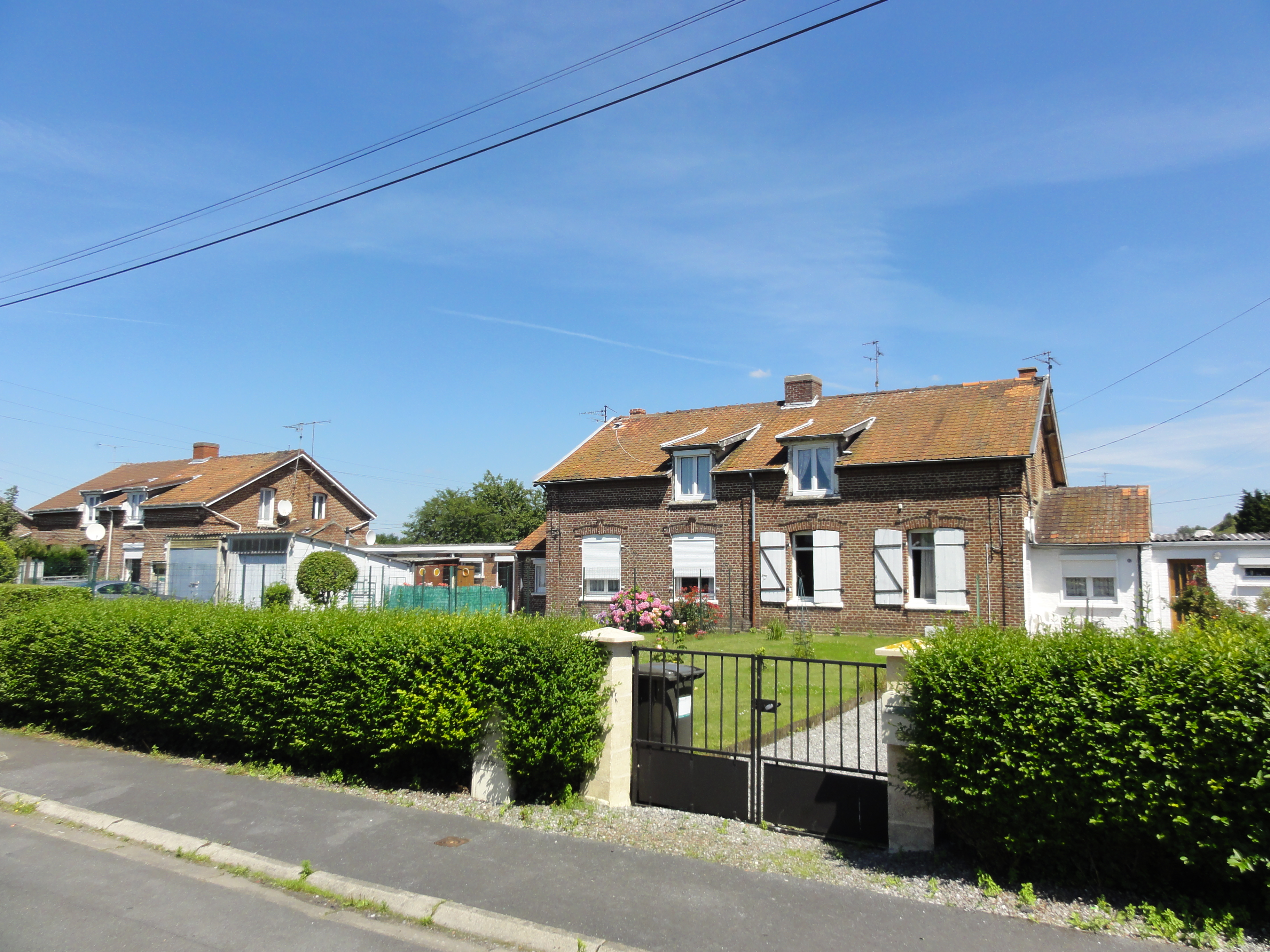
Bergarbeiterhäuser in der Siedlung Cité du Quart de Six Heures
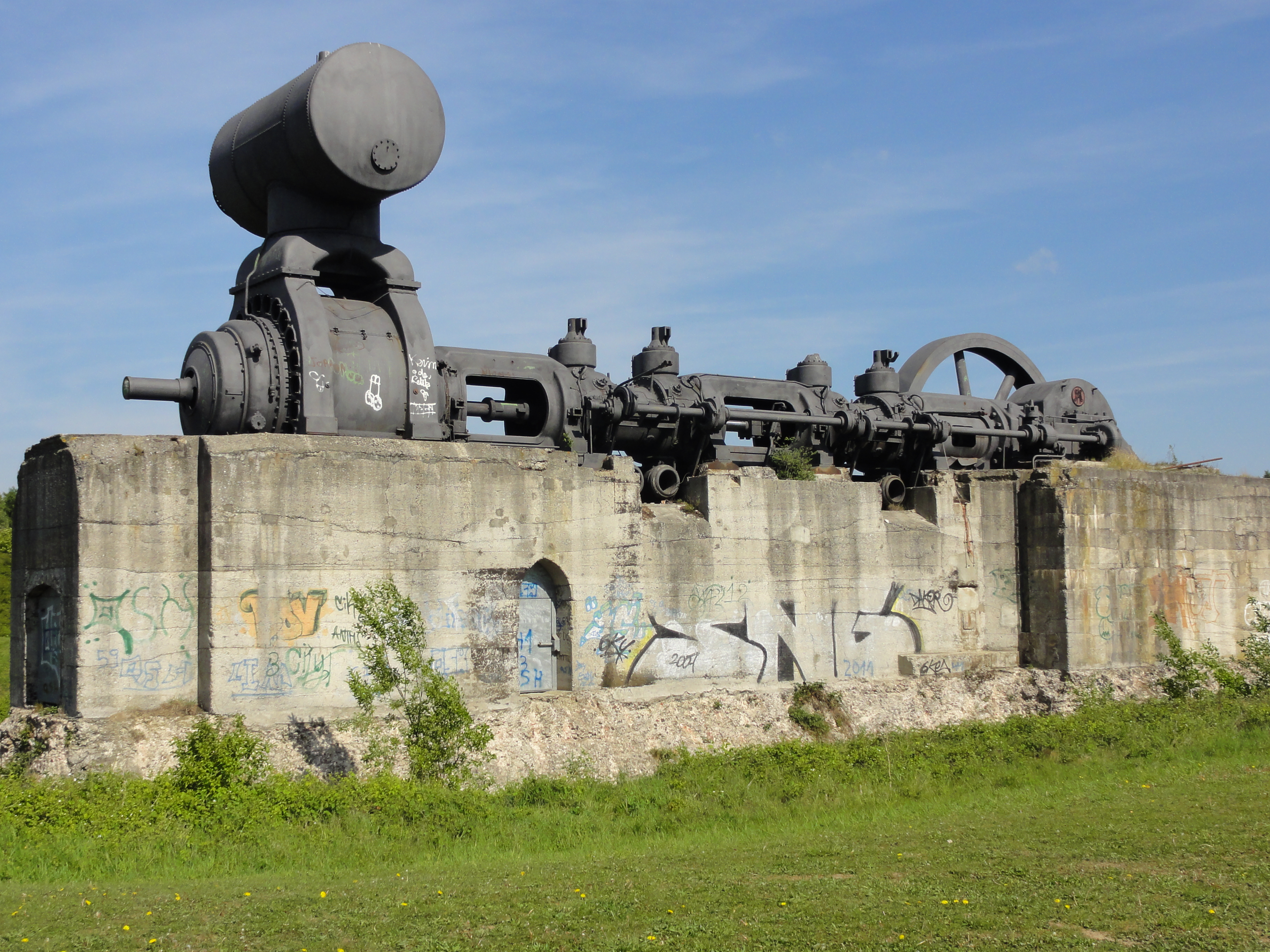
Ehemaliges Gebläse zur Schachtbewetterung
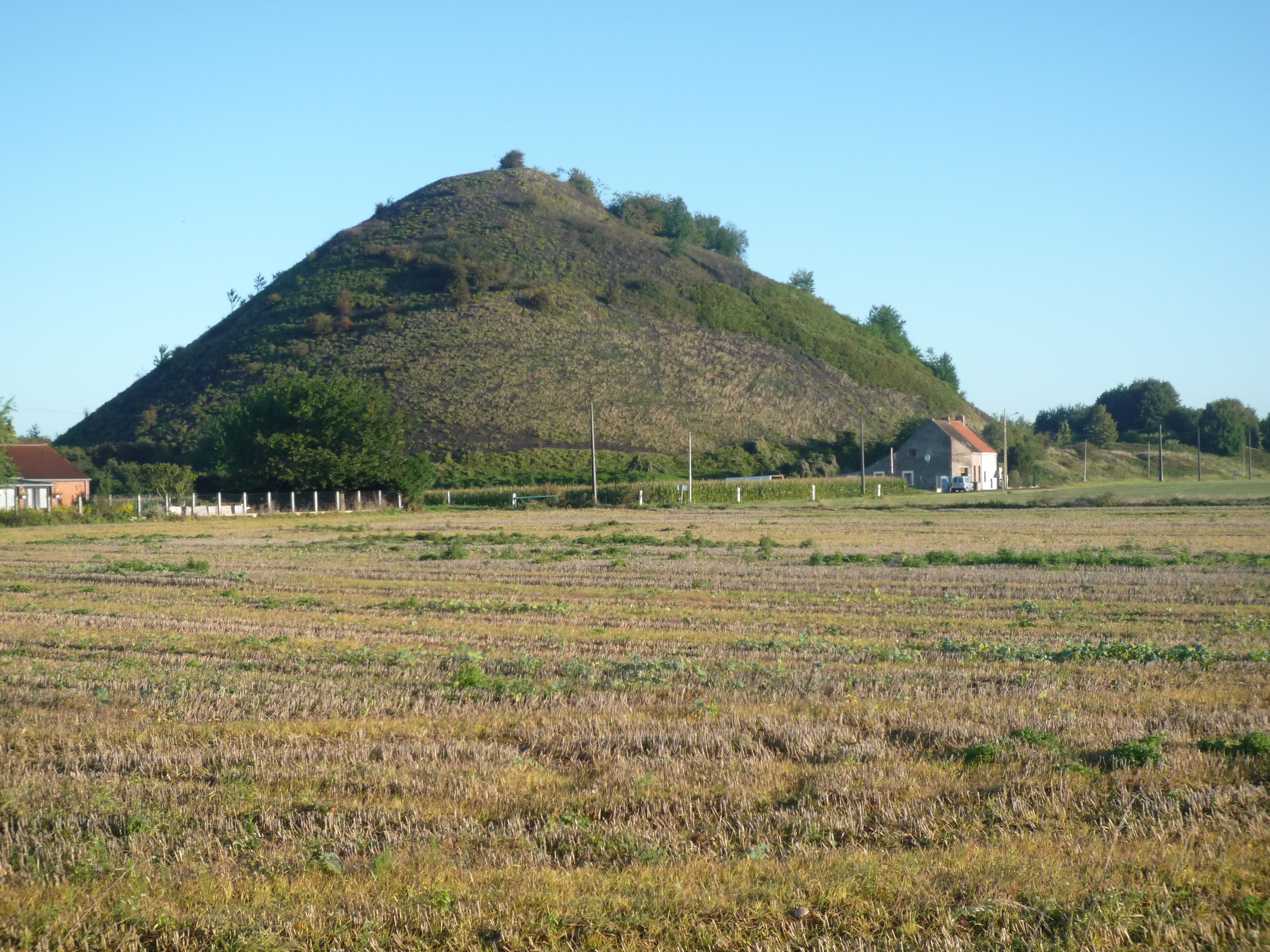
Abraumhalde der ehemalige Zeche Audiffret

- Moschee
- Bergbaumuseum
- Wasserturm

- Kirche Saint-Martin
- Zeche Saint-Mark um 1960
- Bergarbeitersiedlung La fosse Audiffret-Pasquier
- Bergarbeiterhäuser in der Cité de la fosse Cuvette
- Bergarbeiterhäuser in der Siedlung Cité de la fosse Saint Mark
- Bergarbeiterhäuser in der Siedlung Cité du Quart de Six Heures
- Ehemaliges Gebläse zur Schachtbewetterung
- Abraumhalde der ehemalige Zeche Audiffret

## Persönlichkeiten
- Zdzisław Grudzień (1924–1982), Politiker
- Édouard Stachowitz (1934–2008), genannt Stako, französischer Fußballspieler

## Partnergemeinden
Seit dem 8. Mai 1966 pflegt Escaudain eine Städtepartnerschaft mit Ruhla in Thüringen. Des Weiteren ist die belgische Gemeinde Les Bons Villers Partner von Escaudains.